# Andy Gaskill
Andrew Alan "Andy" Gaskill (Camden, Nueva Jersey; 29 de diciembre de 1951) es un animador, director de arte y artista de guion gráfico estadounidense de Walt Disney Animation Studios. Su trabajo con el estudio de animación incluye Winnie the Pooh and Tigger Too, Bernardo y Bianca, El zorro y el sabueso, La sirenita, El rey león, y Hércules.

## Biografía
Gaskill ha nacido en Camden, Nueva Jersey, hijo de un soldado estadounidense en el Pacífico que estuvo destinado en Tokio, Japón, después de la guerra, donde conoció y se casó con una mujer japonesa.

## Filmografía

### Cine
- 1977: Bernardo y Bianca - Animador
- 1992: Tom y Jerry: La película - Artista de maquetación
- 1994: El rey león - Director de arte
- 1997: Hércules - Director de arte
- 2014: Las aventuras de Peabody y Sherman - Artista de la historia
- 2017: Un jefe en pañales - Artista de la historia
- 2025: Pitufos - Artista de la historia

### Televisión
- 1998–1999: Las chicas superpoderosas - Maquetas